# Rhynchocyclus fulvipectus
Rhynchocyclus fulvipectus là một loài chim trong họ Tyrannidae.